# Supergirl (filme de 1984)
Supergirl é um filme americano de 1984 dirigido por Jeannot Szwarc. Sua personagem principal é a prima do super-herói Superman (ou Super-Homem), interpretada por Helen Slater. Foi produzido no embalo do sucesso dos filmes do último filho de Krypton, pelo produtor Ilya Salkind.

## Elenco
- Helen Slater - Kara Zor-El/Linda Lee/Supergirl
- Faye Dunaway - Selena
- Peter O'Toole - Zaltar
- Hart Bochner - Ethan
- Mia Farrow - Alura In-Ze
- Brenda Vaccaro - Bianca
- Peter Edward Cook - Nigel
- Simon Ward - Zor-El
- Marc McClure - Jimmy Olsen
- Maureen Teefy - Lucy Lane
- David Healy - Mr. Danvers
- Sandra Dickinson - Moça bonita
- Matt Frewer - motorista de caminhão ("Eddie")
- Kelly Hunter - cidadão de Argo City
- Glory Annen - manifestante de Midvale

## Recepção

### Crítica
O filme foi mal recebido pela crítica. No site Rotten Tomatoes o longa-metragem alcançou apenas 7% de aprovação, baseado nas 27 resenhas feitas por críticos especializados. Já com base nas avaliações feitas pelos usuários do site, o filme alcançou 26% de aprovação.